# Here Today, Tomorrow, Next Week!
Here Today, Tomorrow, Next Week! fue lanzado por The Sugarcubes en octubre de 1989 y fue el segundo álbum de cuatro.
El nombre del álbum fue inspirado por el Sr. Toed del famoso libro infantil de Kenneth Grahame The Wind In The Willows.
La versión en islandés de este álbum se llama Illur Arfur! y contiene el mismo listado de canciones (en islandés) y con una pequeña variación de música en algunos temas.

## Lista de canciones
1. Tidal Wave (02:56)
2. Regina (04:04)
3. Speed Is The Key (03:18)
4. Dream TV (03:12)
5. Nail (03:17)
6. Pump (04:25)
7. Eat The Menu (03:44)
8. Bee (02:27)
9. Dear Plastic (03:23)
10. Shoot Him (02:10)
11. Water (03:01)
12. A Day Called Zero (02:38)
13. Planet (03:22)
14. Hey (03:21)
15. Dark Disco 1 (03:00)
16. Hot Meat (03:14)

| Regina Lanzamiento: julio de 1989   |
| Tidal Wave Lanzamiento: 1989        |
| 12.11 Lanzamiento:1989              |
| 7.8 Lanzamiento: octubre de 1999    |
| CD.6 Lanzamiento: noviembre de 1989 |
| Planet Lanzamiento: enero de 1990   |

- Datos: Q929057